# 風のごとく
『風のごとく』（かぜのごとく）は、2010年8月4日に発売された井上ジョーの5枚目のシングル。

## 解説
- 前作「GO★」から1年1ヶ月ぶりのリリースとなる。
- 初回仕様限定盤には、描き下ろし“銀時”スーパークリアアナザージャケット、銀時×高杉×桂 3分割ブックマーク封入。

## 収録曲
1. 風のごとく
  - テレビ東京系アニメ『よりぬき銀魂さん』オープニングテーマ
  - 朝日放送『ビーバップ!ハイヒール』2010年8月度エンディングテーマ
2. 世界のかけら
3. BALLERINA
-additional tracks-
4. 風のごとく　-銀魂 オープニング ver.-
5. 風のごとく　-“ケリオキ”ver.-　(KARAOKE)